# Goya (metrostation)
Goya is een metrostation in de Spaanse hoofdstad Madrid dat op 11 juni 1924 werd geopend. Het station is, net als een van de bovenliggende straten, genoemd naar de Spaanse schilder Francisco Goya.

## Geschiedenis
Het station is onderdeel van het eerste deel van lijn 2 en werd tegelijk met die lijn geopend op 14 juni 1924. De reizigersdienst op lijn 2 tussen  Sol en Ventas begon op 16 juni 1924. Het station lag toen nog vlak bij de arena voor stierengevechten (Plaza de Toros) waar nu het sportpaleis staat. In 1931 werd een nieuwe arena bij Ventas geopend en de arena bij Goya werd in 1934 gesloopt zodat men gedwongen werd om de nieuwe arena, die veel toeschouwers te ver weg vonden, te gebruiken.
Op 17 september 1932 werd het station de oostelijke vertakking van lijn 2 toen de zijtak naar Diego de León werd geopend. De metro's van lijn 2 reden vervolgens om en om van/naar Diego de León respectievelijk Ventas. Voor de metro's richting Diego de León kwam er een wissel vlak ten oosten van de perrons. Voor de andere richting werd er een enkelsporige tunnel onder de sporen richting Ventas gebouwd en kwam er een extra perron aan de zuidkant van de perrons uit 1924, zij het een niveau lager. Deze toegevoegde tunnel voegde aan de stadszijde van de perrons in op de tunnel uit 1924. Zodoende konden de metrostellen van beide takken langs een perron wachten indien nodig. Tijdens de Spaanse Burgeroorlog (1936 – 1939) werd de enkelsporige tunnel gebruikt als kruitopslag.
Op 23 maart 1944 werd het station het oostelijke eindpunt van Lijn 4 waarvan het eerste deel die dag in bedrijf kwam. 

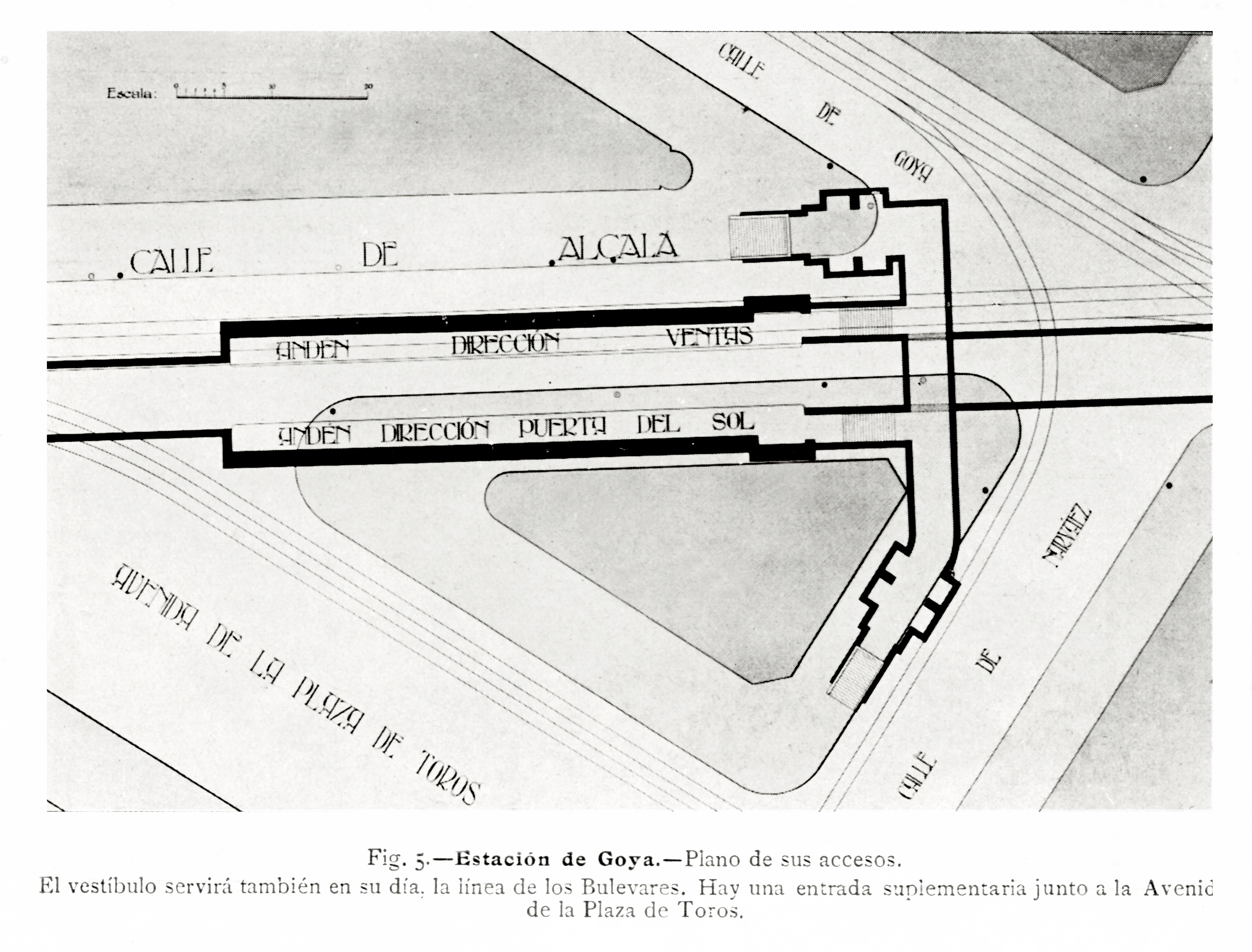
Plattegrond van het station bij de opening in 1924
Ligging van het station en metrolijnen bij Goya

2 oktober 1958 werd de zijtak van/naar Diego de León gekoppeld aan lijn 4 en was Goya niet langer een eindpunt. Dit betekende ook de sluiting voor reizigersverkeer van de tunnel en de perrons uit 1932, die sindsdien Goya bis genoemd worden. De wissel vlak ten oosten van het station wordt sindsdien gebruikt voor het verbindingsspoor tussen beide lijnen. Na de sluiting voor reizigersverkeer werd het perron uit 1932 de geheime locatie van de kluizen van de geldtrein. Deze vervoerde het geld van de stations naar de kluizen en voorzag de stations van wisselgeld. Het overschot werd bewaard in de kluizen die door bewakers werden beschermd.
Op 1 april 2017 verviel de afwijkende sluitingstijd waarbij de stationshallen om 21:40 sloten. Sindsdien is er ook geen personeel meer aanwezig in de stationshallen. 
In 2020 waren de perrons van lijn 4 van 13 januari tot en met 6 maart gesloten in verband met werkzaamheden aan de lijn, terwijl de dienst op lijn 2 normaal doorgang vond.

## Ligging en inrichting
Het station ligt bij het kruispunt van de Calle de Goya en de Calle de Alcalá en heeft toegangen in beide straten, alsmede in de Conde de Peñalver.  De perrons van lijn 2 liggen op niveau -2 onder de Calle de Alcalá ten zuidwesten van het kruispunt, die van lijn 4 liggen op niveau -3 onder de Calle de Goya ten westen van het kruispunt. De verbindingstunnel tussen de toegangen en de perrons uit 1924 ligt op niveau -1. 
De westelijke toegang van het station ligt aan de zuidkant van de Calle de Goya tussen de Calle de Francisca Moreno en de Calle del General Diaz de Porlier. De hal met de OV-poortjes ligt onder de  Calle del General Diaz de Porlier op hetzelfde niveau als de perrons van lijn 4. Buiten de OV-poortjes is de lift tussen hal en straat een de zuidkant en is aan de noordkant een trap naar de voetgangerstunnel die de kelder van Corte Ingles, het warenhuis aan de overkant van de Calle de Goya, met de hal verbindt. Deze tunnel is alleen tijdens de openingstijden van het warenhuis geopend. Binnen de OV-poortjes is er een directe verbinding naar het perron van lijn 4 voor de metro's naar het centrum, reizigers voor de andere richting kunnen via een tunneltje aan de noordkant met trappen het andere perron bereiken. Aan de zuidkant is een overstaptunnel naar het perron van lijn 2 voor de metro's naar het oosten. Zodoende zijn de perrons voor lijn 4 richting centrum en lijn 2 naar het oosten via deze lift bereikbaar voor rolstoelgebruikers. 
De zuidelijke hal van het station ligt onder de Avenida Felipe II, die in 1924 nog Avenida de la Plaza de Tores heette, met toegangen langs de Calle de Alcalá. Deze hal ligt onder een busstation en boven Goya bis en beschikt over een lift waarmee rolstoelgebruikers het perron van lijn 2 voor de metro's naar het centrum kunnen bereiken. Daarnaast zijn er twee toegangen met vaste trappen aan weerszijden van de  Avenida Felipe II en daarmee het busstation.
De toegangen uit 1924 zijn niet meer in gebruik, de verbindingstunnel is er nog wel en kan gebruikt worden door overstappers tussen beide lijnen. Deze verbindingstunnel is halverwege aangesloten op een zijtunnel naar de noordelijke en oostelijke toegang tot het station die aan weerszijden van de Conde de Peñalver op de hoeken van het kruispunt liggen. Voor de rolstoelgebruikers richting het noorden is er aan de noordkant van de Calle de Goya vlak ten westen van het kruispunt een lift om het perron van lijn 4 aldaar te bereiken. 
Het station is ondergronds geheel afgewerkt met een gele wandbeplating. De wanden langs de perrons van lijn 2 zijn deels opgesierd met afbeeldingen van de werken van Goya, die van lijn 4 zijn voorzien van een fotogalerij. 

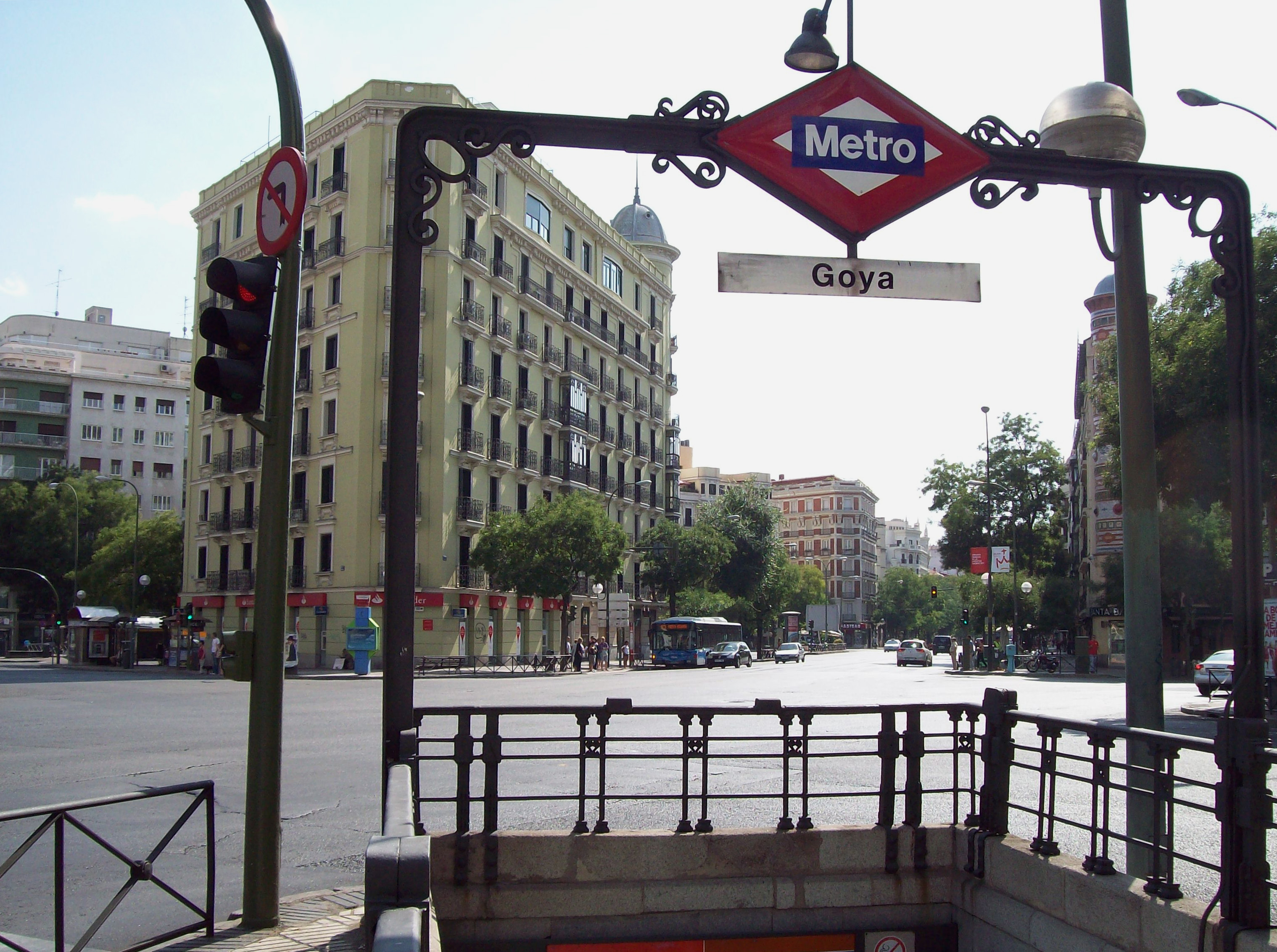
De oostelijke toegang
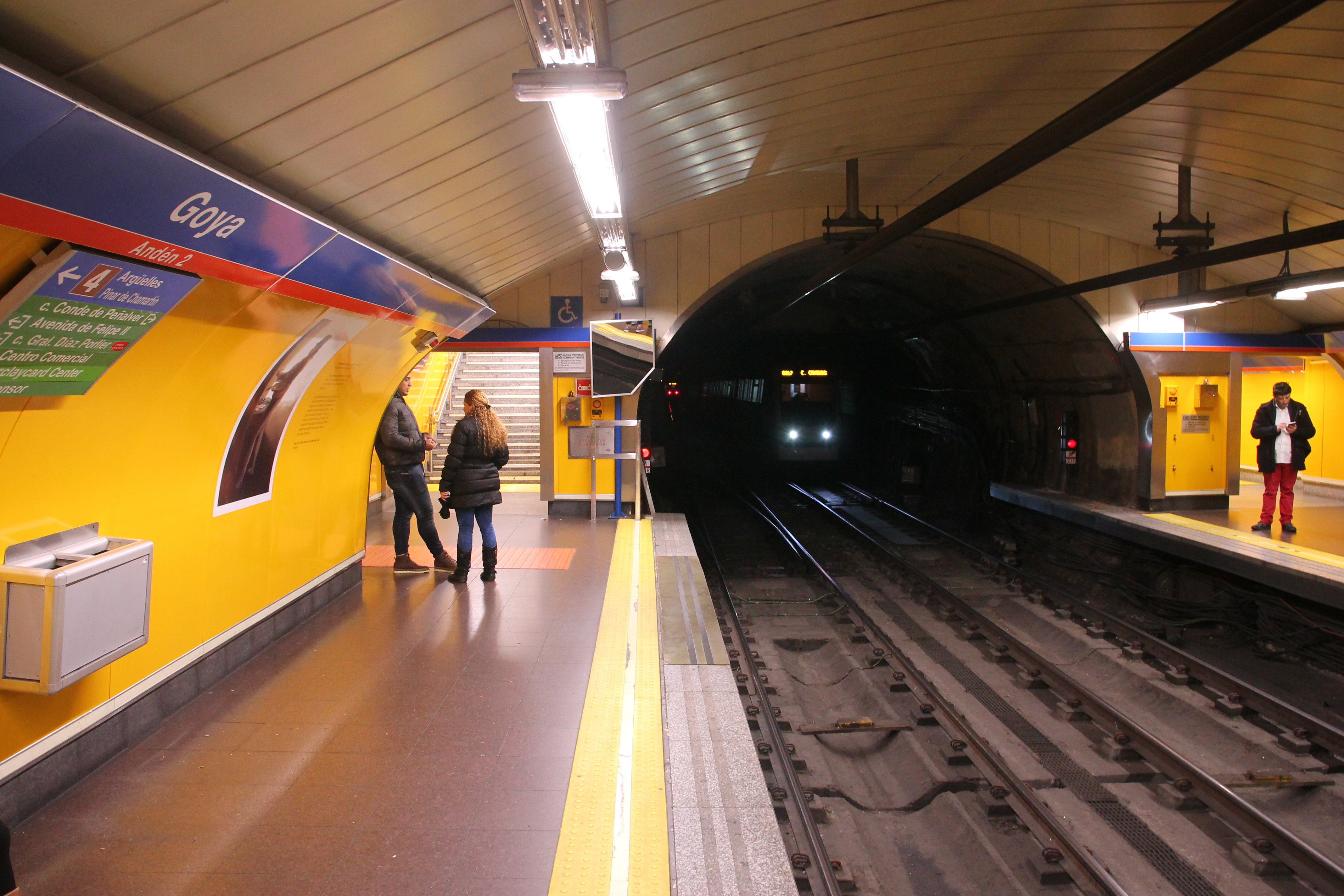
De tunnel van lijn 2 naar het oosten, met vooraan de wissel voor het verbindingsspoor tussen beide lijnen.
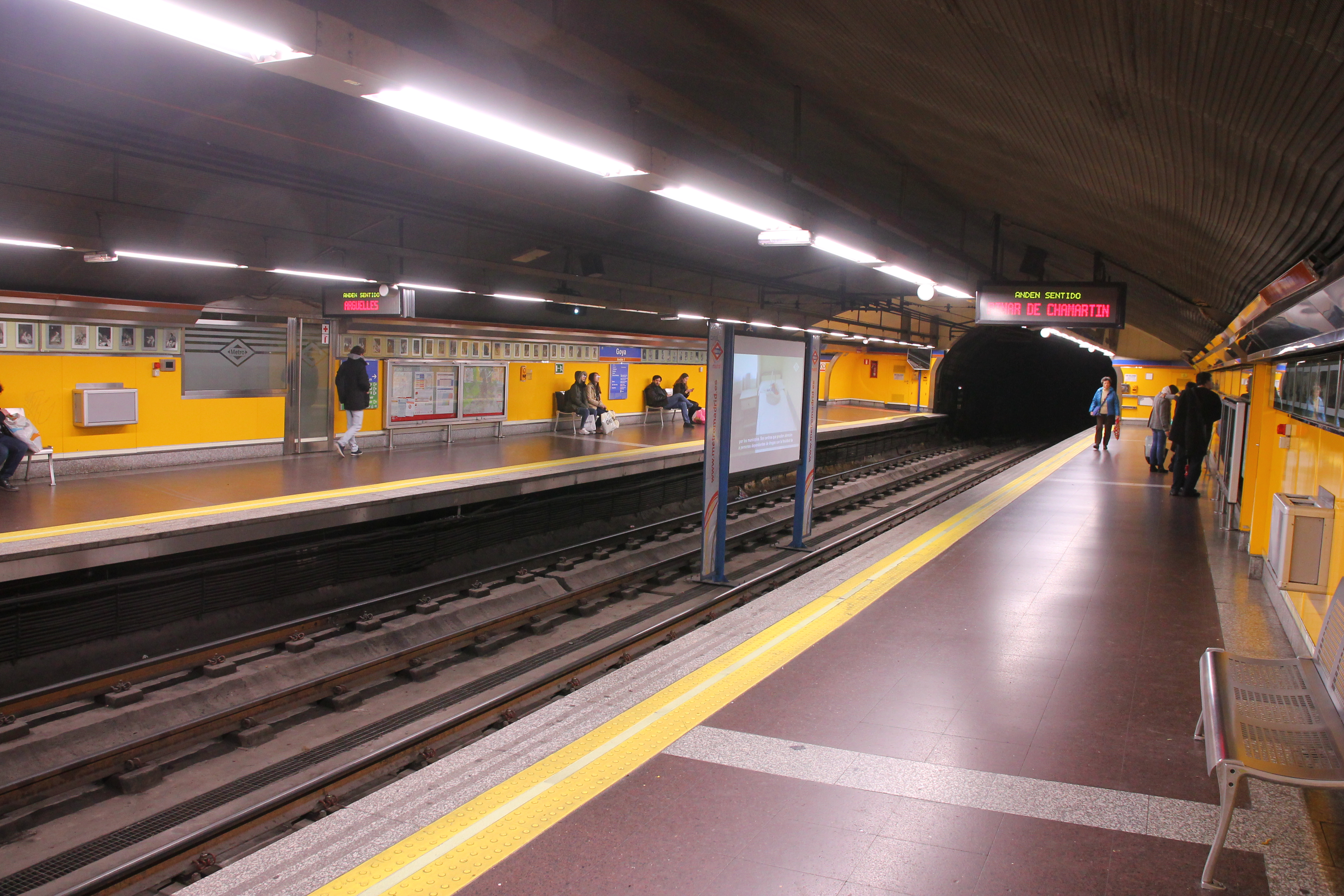
Sporen en perrons van lijn 4